# Municipio de Santiago Amoltepec
El municipio de Santiago Amoltepec es uno de los 570 municipios del estado mexicano de Oaxaca. Su cabecera es la localidad de Santiago Amoltepec.

## Geografía
El municipio de Santiago Amoltepec colinda al norte con el municipio de San Mateo Yucutindoo; al este con el municipio de Santa María Zaniza; al sur con los municipios de Santa Cruz Zenzontepec y Santiago Ixtayutla; y al oeste con el municipio de Santa Cruz Itundujia.

## Localidades
El municipio de Santiago Amoltepec cuenta con 49 localidades.
| Localidad          | Población (2020) |
| ------------------ | ---------------- |
| Santiago Amoltepec | 1444             |
| Piedra del Tambor  | 1046             |
| Llano Nuevo        | 984              |

## Gobierno
El municipio de Santiago Amoltepec se rige mediante el sistema de usos y costumbres.
| Presidente municipal       | Periodo   |
| -------------------------- | --------- |
| Edilberto Chávez Mata      | 1996-1998 |
| Martimiano Santiago García | 1999-2000 |
| Constantino Sánchez García | 2000-2001 |
| Antonio Roque Cruz         | 2002-2004 |
| Vicente Hernández Palacios | 2005-2007 |
| Luis Jiménez Mata          | 2011-2013 |
| Francisco Pérez Velasco    | 2013-2016 |
| Felipe López Sánchez       | 2017-2019 |
| Abel García Santiago       | 2020-2022 |
| Mario Hernández García     | 2023-2025 |